# 萨克森战争
薩克森戰爭（德語：Sachsenkriege）指西元772年開始至西元804年結束，由查理大帝統治的法蘭克王國與薩克森人之間持續了三十年以上的戰爭。

## 薩克森人的社會
薩克森人在著於前1世紀的『高盧戰記』（蓋烏斯·尤利烏斯·凱撒）以及著於1世紀的『日耳曼尼亞志』（普布利烏斯·科爾奈利烏斯·塔西陀）都有相關記錄，但直到2世紀中期的史書上才開始出現他們的記載。原先僅在德國北部的霍爾斯坦地方西南部一帶居住，在2世紀到4世紀之間，其居住範圍開始擴大，到了4世紀後半至5世紀時，一部份薩克森人、盎格魯人與朱特人登陸大不列顛島，成為今日英國人（盎格魯-撒克遜人）的祖先。在6世紀初期，薩克森人的勢力範圍達到了萊茵河一帶。在7世紀末期吸納了大量部族後，其勢力範圍更是擴張至包含易北河到埃姆斯河及之間的廣泛區域。
薩克森人的社會由貴族、自由民及解放奴隷所組成，與其他的日耳曼部落不同，並不禁止貴族與其他身分的人通婚。6世紀後半，因薩克森人法蘭克人之間的對抗開始激化，而導致薩克森人在政治上的進一步統合，與全體部族有關的議題在威悉河河畔的馬爾庫洛召開。在宗教方面，與法蘭克人及哥特人不同，他們並不接受基督教，而持續傳統信仰。

## 薩克森戰爭第一階段
法蘭克王國對薩克森人的衝突始於查理大帝的父親矮子丕平。他於西元738年，在墨洛溫王朝時代擔任宮相時，便因領土擴張與基督教的傳教，而與不願改宗的薩克森人有著持續的衝突。法蘭克王國的法蘭克人沿著萊茵河支流美茵河殖民德意志地區，這也是日後的東法蘭克王國的雛形
西元772年，查理大帝率軍出征薩克森人，並破壞了薩克森人的聖樹依爾米斯爾，漫長血腥的薩克森戰爭由此爆發。查理大帝先後對薩克森人發起了八次遠征，因法蘭克王國佔有軍事上的優勢，因此陸續有薩克森貴族投入旗下。
西元777年，由法蘭克人與薩克森人雙方的貴族共同召開聯合會議，這也是薩克森王維杜金德初次被記載在文獻上。维杜金德逃亡至當時丹麥人的國家，並獲得丹麥王的庇護以對抗法蘭克王國。
西元778年，查理大帝轉戰西班牙的加泰隆尼亞。同年，维杜金德回到薩克森，率領薩克森部族突襲法蘭克王國的領土並大肆掠奪，但查理大帝回國後，情況急轉直下。每當查理大帝與维杜金德交戰後，便有大量的薩克森人遭到處刑。
西元779年夏，查理大帝再次進入薩克森並征服了北萊茵-威斯特法倫、英格里亞和西發利亞。他將這片土地劃分為傳教區和法蘭克伯爵領地。

## 薩克森戰爭中期
西元780年，查理大帝率軍進攻易北河流域，並建造馬德堡與哈雷兩座城寨，隨後他自己發動了幾次大規模的洗劫，之後查理大帝回到意大利，780年到782年，這片土地的薩克森人沒有再發動起義。
西元782年，查理大帝在威悉河支流阿勒爾河河畔的費爾登，屠殺4,500名薩克森俘虜，此被查理大帝邀請來擔任宮廷教師的英格蘭學者阿爾琴所記錄。查理曼大帝的舉動，激起了附近的波拉比安斯拉夫人部落對法蘭克人的憎恨，他們聚集在波拉比安斯拉夫人領袖德德拉戈維特的領導下，該聯盟包括弗里斯蘭人、丹麥人、索佈人。
弗里斯蘭人也開始了反對法蘭克人的起義，起義擴大到了較早平定的西部菲士蘭地區，這導致民眾集體回歸異教，掠奪者燒毀了教堂，迫使大量的教室逃往南方。
西元783-785年，查理大帝在薩克森中部的明登越冬，漸漸地，法蘭克人佔了上風。

## 薩克森戰爭最終階段
西元785年，查理大帝以和平手段收服持續進行游擊戰來抵抗基督教的维杜金德，並以投降為名改信基督教。轉折點出現在同年，薩克森王維杜金德率領他的部族投降，並在阿蒂尼宮接受洗禮。查理大帝冊封维杜金德為薩克森公爵。在這之後维杜金德便不再參與薩克森戰爭，而在修道院過著隱居生活。
西元789年，查理大帝率領弗里斯蘭人、奧博特人、索佈人越過易北河，向哈維爾河前進，進入韋萊蒂領土，波拉比安斯拉夫人領袖德德拉戈維特被迫投降，宣誓效忠查理大帝，承認法蘭克人的宗主權，並交出大量的人質。
西元790年，阿瓦爾汗國試圖與法蘭克人談判和平解決方案，但沒有達成協議。
西元791年，發起反對阿瓦爾汗國的戰役以法蘭克人戰勝結束。一支由查理大帝率領的法蘭克大軍從巴伐利亞跨入恩斯河以外的阿瓦里安領土，開始分兩列沿著多瑙河前進，但沒有發現任何抵抗，很快就到達了潘諾尼亞平原附近的維也納森林地區。兩軍沒有進行激烈的戰鬥，因為阿瓦爾汗國在遭遇加洛林的軍隊之前就潰逃了，而該年發生的疾病使大多數阿瓦爾汗國戰馬病死。阿瓦爾汗國走向衰弱，內部開始部落內訌。
西元793年，弗里斯蘭人最後一次反抗查理大帝，起因是查理大帝為了征服阿瓦爾汗國，在菲士蘭地區大量徵兵，這導致菲士蘭地區暫時回歸異教，牧師不得不再次逃離。這次起義也被法蘭克人迅速鎮壓了。
西元796年，阿瓦爾汗國酋長投降並接受基督教，潘諾尼亞全境被查理大帝征服。
西元797年，查理大帝放寬了特別法，將不尊重基督教秩序者既為死罪的法令改為繳納罰金。
西元804年，薩克森人完全臣服於法蘭克王國，薩克森戰爭因而結束，查理曼大帝本聲稱完全征服了薩克森，在接下來的七年裡，這片土地獲得了和平，儘管依然存在零星的反抗。
查理大帝征服了大半的日耳曼尼亞後，以移居法蘭克人到該地區來壓制薩克森人的反抗，並任命薩克森部族中的實權者為伯（Graf）來統治薩克森人。

## 薩克森戰爭的結果與影響
《帕德伯恩史詩》(Paderborn Epic)薩克森人的當代詩人，暗指恐怖是一種皈依的手段:讓那些放抗者的頭腦和拒絕被說服的靈魂，在恐懼的驅使下去完成洗禮。
薩克森戰爭的結果，最直接的部分在於薩克森被併入法蘭克王國的版圖中，同時也決定了基督教在歐洲的地位。另外这场持续了三十三年的戰爭，在不斷的反叛與再征服中，給薩克森人帶來無比血腥的種族清洗和宗教迫害以及屠殺，造成了四分之一的萨克森人死亡。
這場戰爭後，萨克森人被迫改信基督教，而不愿信仰基督教以及后来又改信异教的人，均被視為異端判处死刑，日耳曼尼亞也融入了基督文化区，而後日耳曼尼亞以單獨的政治實體誕生也脫離不了這場戰爭的影響。